# 王国之心系列作品列表
王國之心系列作品列表是一個記錄由日本遊戲製作公司史克威爾艾尼克斯（原史克威爾）開發的《王國之心》系列動作角色扮演遊戲以及相關作品的列表。

## 游戏

### 发售时间表
| 标题                                    | 发售日         | 平台                        | 备注                                          |
| --------------------------------------- | -------------- | --------------------------- | --------------------------------------------- |
| 王國之心                                | 2002年3月28日  | PS2                         | 有發售廉價版                                  |
| 王國之心 FINAL MIX                      | 2002年12月26日 | PS2                         | 有發售廉價版                                  |
| 王國之心 記憶之鍊                       | 2004年11月11日 | GBA                         | 有發售廉價版                                  |
| 王國之心II                              | 2005年12月22日 | PS2                         | 有發售廉價版                                  |
| 王國之心II FINAL MIX+                   | 2007年3月29日  | PS2                         | 有發售廉價版                                  |
| 王國之心 Re:COM                         | 2007年4月12日  | PS2                         |                                               |
| 王國之心 358/2天                        | 2009年5月30日  | NDS                         |                                               |
| 王國之心 編碼                           | 2009年6月3日   | 手提電話                    | 为第1章配信时间                               |
| 王國之心 夢中降生                       | 2010年1月9日   | PSP                         |                                               |
| 王國之心 Re:編碼                        | 2010年10月7日  | NDS                         |                                               |
| 王國之心 夢中降生 FINAL MIX             | 2011年1月20日  | PSP                         |                                               |
| 王國之心 3D ［夢降深處］                | 2012年3月29日  | 3DS                         |                                               |
| 王國之心 HD I.5 ReMIX                   | 2013年3月14日  | PS3                         | 合集                                          |
| 王國之心 χ                              | 2013年7月18日  | 網頁遊戲                    | 2016年9月1日关服                              |
| 王國之心 HD II.5 ReMIX                  | 2014年10月2日  | PS3                         | 合集                                          |
| 王國之心 Unchained χ                    | 2015年9月3日   | Andriod和iOS                | 2017年3月23日更新後改名为《王國之心 Union X》 |
| 王國之心 HD II.8 Final Chapter Prologue | 2017年1月12日  | PS4                         | 合集                                          |
| 王國之心 III                            | 2019年1月29日  | PS4和Xbox One               |                                               |
| 王國之心 III Re Mind                    | 2020年1月23日  | PS4和Xbox One               | DLC                                           |
| 王國之心 Union X 黑暗之路               | 2020年6月22日  | Andriod和iOS                | 《黑暗之路》推出，并入《Union X》             |
| 王國之心 記憶旋律                       | 2020年11月11日 | 任天堂Switch、PS4和Xbox One |                                               |
| 王國之心 Missing-Link                   | 發售日未定     | Andriod和iOS                |                                               |
| 王國之心 IV                             | 發售日未定     | 平台未知                    |                                               |

註：附有標題「FINAL MIX」的是把北美版作為基本，並追加新要素的版本(相等於『FF』的「國際版」)，標題「Re:」是重製作品。

### 王國之心
王國之心是迪士尼與曾推出最終幻想系列而聞名的SQUARE合作所製作的單人角色扮演遊戲。

### 王國之心 記憶之鍊
王國之心 記憶之鍊（Kingdom Hearts: Chain of Memories）是史克威爾艾尼克斯公司與迪士尼合作推出的Game Boy Advance遊戲，為外傳作品。此遊戲採用了GBA的256Mb大容量卡帶為載體，劇情承接王國之心，因為掌機機能所限，所以重新設計了遊戲系統，採用了動作遊戲與卡片系統相結合的形式。史克威爾艾尼克斯於2007年4月12日在日本地區發售了完全3D化的PlayStation 2版本。

### 王國之心II
王國之心II（Kingdom Hearts II，簡稱“KH2”），是史克威尔艾尼克斯於2005年12月22日發售的PS2遊戲。系列的第3作。

### 王國之心 358/2天
王國之心 358/2天（Kingdom Hearts 358/2 Days，讀為「王國之心 3-5-8天除2」（Kingdom Hearts Three-five-eight Days over Two））是由史克威爾艾尼克斯開發的任天堂DS遊戲，王國之心系列新計劃之一。遊戲以洛克薩斯為主角，故事发生在索拉進入沈睡狀態後，即《王國之心 記憶之鍊》後。游戏分為單人遊戲及多人遊戲，於2007年東京電玩展上公開，2009年5月30日在日本發售。

### 王國之心 編碼
王國之心 編碼是由史克威爾艾尼克斯及華特迪士尼網絡小組共同開發的手提電話角色扮演遊戲，王國之心系列新計劃之一。遊戲主要關於國王陛下，於2007年東京電玩展上公開，只在日本發售。

### 王國之心 夢中降生
王國之心 夢中降生是由史克威爾艾尼克斯開發的PlayStation Portable角色扮演遊戲，王國之心系列新計劃之一，簡稱「KHBBS」。故事发生在《王國之心》之前，主要關於《王國之心II》中隱藏片段中的泰拉（Terra）、菲恩圖斯（Ventus）和亞克雅（Aqua）。

### 王國之心 3D ［夢降深處］
王國之心 3D ［夢降深處］（キングダム ハーツ 3D ［ドリーム ドロップ ディスタンス］）的主題為「信賴」。故事描述《王國之心 編碼重製版》之後，主角索拉（Sora）和里克（Riku）參加大師資格考試的過程和其他冒險。
本作收入了新的迪士尼動畫作品，如經典的《鐘樓怪人》等。活用了3D畫面的運鏡，並採用新的戰鬥系統，可做出講求速度感、距離感、立體感的滑行、彈跳等動作。另外還有雙主角切換系統，可以隨意變更操作索拉或里克。新增了全新的敵人種類。

### 王國之心 χ 系列
《王國之心 χ》是一款網頁瀏覽器游戏， 並在2013年7月18日於日本推出，其在雅虎遊戲、Hangame、GESOTEN及mixi內運營，是系列內第一款基本免費及道具收費制的社交網絡遊戲，及後於2016年9月1日關服。
此項目後來作為基礎衍生出Android和iOS平台的《王國之心 Unchained χ》，並在2015年9月3日於日本開始運營，在2016年4月7日於美國開始運營，在2016年6月16日於PAL區開始運營。及後於2017年3月23日更新並更名為《王國之心 Union X》，在2018年1月25日於港澳台開始運營。
及後於2020年6月22日，《王國之心 黑暗之路》推出並合併進《王國之心 Union X》，遊戲更名為《王國之心 Union X 黑暗之路》。

### 王國之心 HD I.5 ReMIX
《王國之心 HD I.5 ReMIX》，是一個將PlayStation 2遊戲王國之心與王國之心 記憶之鏈移植到PlayStation 3平台的高解析合集。同時也重新翻拍加入任天堂DS遊戲王國之心 358/2天的一些動畫。本作在2013年3月14日於日本正式發佈。

### 王國之心 HD II.5 ReMIX
《王國之心 HD II.5 ReMIX》类似HD I.5 Remix，是一個將PlayStation 2遊戲《王國之心II》，PlayStation Portable的《王國之心 夢中降生》與任天堂DS遊戲《王國之心 Re:coded》一同移植到PlayStation 3的高解析合集。本作在2014年10月2日於日本正式發售，北美與歐洲的發售日期則分別是2014年12月2日與同年12月5日。

### 王國之心 HD II.8 Final Chapter Prologue
《王國之心 HD II.8 Final Chapter Prologue》是一个合集，内有将任天堂3DS游戏《王国之心 3D ［夢降深處］》移植到PlayStation 4的高解析版本，以網頁遊戲的《王国之心 χ》為基礎的全新作品《χ Back Cover》，与衔接PlayStation Portable遊戲《王國之心 夢中降生》之后发生的全新游戏作品《王國之心 0.2 夢中降生-失落篇章-》。本作在2017年1月12日於日本发售。

### 王國之心 III
《王國之心 III》是系列的第九個遊戲。平台是 PlayStation 4和Xbox One，在2019年1月25日於日本發售 。野村哲也在一个采访中透露，故事内容將會緊接《王國之心 3D》，是《暗之探求者》篇的最後一集故事。
於2020年1月23日發售DLC《王國之心 III Re Mind》。
於2022年2月10日於任天堂Switch上，發售其雲端版遊戲。

### 王國之心 記憶旋律
《王國之心 記憶旋律》是一款節奏遊戲，平台是任天堂Switch、PlayStation 4和Xbox One。 本作是任天堂Switch上發布的第一款《王國之心》遊戲，於2020年11月11日在日本發售，11月13日全球發售。 本作擁有140首歌曲，玩家將乘坐积木船前往各個舞台，遊戲玩法與《最終幻想 節奏劇場》類似。 《記憶旋律》延續了《王國之心III》結尾中凱莉的故事，野村表示《王國之心III Re Mind》的標題畫面為其奠定了「部分基礎」。 

### 王國之心 Missing-Link
《王國之心 Missing-Link》是一款LBS游戏，平台是Android和iOS。

### 王國之心 IV
《王國之心 IV》于2022年4月公开，平台未知。

## 原声带
- 王国之心原声带 （2002年3月27日发售）
- 王国之心 FINAL MIX 新增曲目 （2002年12月26日发售）
- 王国之心II原声带 （2006年1月25日发售）
- 王国之心原声带 完整版 （2007年3月28日发售）
- 王国之心钢琴曲集 （2009年5月27日发售）
- 王国之心钢琴曲集 原野与战斗曲目 （2010年1月13日发售）
- 王国之心 梦中降生&358/2天 原声带 （2011年2月2日发售）
- 王国之心 3D ［梦降深处］原声带 （2012年4月18日发售）

## 攻略本
Square Enix会为旗下作品推出被称为Ultimania的攻略本，《王国之心》系列也不例外。
- 王国之心 Ultimania （2002年6月13日发售）
- 王国之心 Ultimania 修订版 （2004年12月17日发售）
- 王国之心 记忆之链 Ultimania （2004年12月17日发售）
- 王国之心系列 Ultimania α（2005年12月9日发售）
- 王国之心II Ultimania （2006年2月23日发售）
- 王国之心II FINAL MIX+ Ultimania （2007年5月2日发售）
- 王国之心 梦中降生 Ultimania （2010年3月25日发售）
- 王国之心 3D ［梦降深处］Ultimania （2012年5月28日发售）

## 漫画
Square Enix推出了几部由游戏改编的漫画，由绘制。
- 王国之心（共4卷）
- 王国之心 记忆之链（共2卷）
- 王国之心II（共10卷）
- 王国之心 FINAL MIX（共3卷）
- 王国之心 358/2天（共5卷）
- 王国之心III（连载中）

## 小说
Square Enix推出了几部由游戏改编的小说，由执笔，绘制了插图。
- 王国之心小说
  - 上卷
  - 下卷
- 王国之心 记忆之链 小说
  - 《索拉篇》上
  - 《索拉篇》下
  - 《Reverse/Rebirth》里克篇
- 王国之心II小说 
  - 第一卷 洛克萨斯的七日
  - 第二卷 黄昏镇的毁灭
  - 第三卷 无形者的泪水
  - 第四卷 圣歌-重逢/亚克赛尔最后一战
- 王国之心 358/2天 小说
  - 第一卷 第十四
  - 第二卷 去大海
  - 第三卷 希恩的七日
- 王国之心 Re:编码 小说
- 王国之心 梦中降生 小说
  - 第一卷 奇怪的东西
  - 第二卷 最好的朋友
  - 第三卷 向未来
- 王国之心 3D ［梦降深处］小说
  - 索拉
  - 里克
- 王国之心 χ 小说 ~你与钥刃的故事~
- 王国之心III小说
  - 第一卷 重新开始！
  - 第二卷 新的7颗光明之心
  - 第三卷 请再提醒我

## 外部連結
- 王国之心日文官方主页（页面存档备份，存于） （日語）